# Tiffany Jackson
Tiffany Jackson, coniugata Jones (Longview, 26 aprile 1985 – Dallas, 3 ottobre 2022), è stata una cestista e allenatrice di pallacanestro statunitense, professionista nella WNBA.

## Carriera
Fu selezionata dalle New York Liberty al primo giro del Draft WNBA 2007 (5ª scelta assoluta).
Nel 2018-19 fu vice-coach della University of Texas at Austin.